# Empoascanara inflecta
Empoascanara inflecta är en insektsart som beskrevs av Irena Dworakowska 1992. Empoascanara inflecta ingår i släktet Empoascanara och familjen dvärgstritar. Inga underarter finns listade i Catalogue of Life.